# Liga Departamental de Fútbol de Áncash
La Liga Deportiva Departamental de Fútbol de Áncash (cuyas siglas son LIDEFA) es una de las 25 Ligas Departamentales de Fútbol del Perú y es la entidad rectora de las competiciones futbolísticas del Departamento de Áncash. 
Su sede se encuentra ubicada en el Jr. Los Quenuales S/N en el interior del Complejo Deportivo Videna. Su presidente actual es Luis Alberto Duarte Plata.
Forma parte del Sistema Nacional de la Copa Perú y clasifica a dos equipos para la Etapa Nacional de ese torneo.

## Historia
Fue fundada el 11 de enero de 1965. En 1966, luego de creada la Copa Perú, se organizó el primer torneo departamental donde participaron tres equipos y el título fue conseguido por América de Samanco, campeón de la Liga de Chimbote.
Hasta 2014 clasificaba al campeón (y desde el 2004 también al subcampeón) a la Etapa Regional de la Copa Perú. En 2015 se elimina esa etapa y a partir de ese año cada Liga Departamental clasifica a dos equipos a la Etapa Nacional de ese torneo. En 2025, por una reforma en la Copa Perú, Áncash puede hacer clasificar un tercer equipo. 

## Ligas Provinciales
La Liga Departamental administra a su vez a las 20 Ligas Provinciales que conforman el Departamento de Áncash de las cuales sólo 15 tuvieron participación en la Etapa Departamental de la Copa Perú 2025.
- Liga Provincial de Aija
- Liga Provincial de Bolognesi
- Liga Provincial de Carhuaz
- Liga Provincial de Carlos Fermín Fitzcarrald
- Liga Provincial de Casma
- Liga Provincial de Huaraz
- Liga Provincial de Huari
- Liga Provincial de Huarmey
- Liga Provincial de Huaylas
- Liga Provincial de Mariscal Luzuriaga
- Liga Provincial de Ocros
- Liga Provincial de Pomabamba
- Liga Provincial de Recuay
- Liga Provincial de Santa
- Liga Provincial de Sihuas
- Liga Provincial de Yungay

## Lista de campeones
| Año  | Campeón                                   | Ciudad                                    | Subcampeón                                | Ciudad                                    |
| ---- | ----------------------------------------- | ----------------------------------------- | ----------------------------------------- | ----------------------------------------- |
| 1966 | América                                   | Samanco                                   | Once Amigos                               | Puerto Huarmey                            |
| 1967 | José Gálvez                               | Chimbote                                  | Cultural Casma                            | Casma                                     |
| 1968 | Juventud Bolívar                          | Casma                                     | Corpesanta Hidro                          | Huallanca                                 |
| 1969 | José Gálvez                               | Chimbote                                  | Deportivo Belén                           | Huaraz                                    |
| 1970 | José Gálvez                               | Chimbote                                  | Corpesanta Hidro                          | Huallanca                                 |
| 1971 | Deportivo Sogesa                          | Chimbote                                  | Defensor Molinopampa                      | Huallanca                                 |
| 1972 | Deportivo Sider Perú                      | Chimbote                                  | El Obrero                                 | Ticapampa                                 |
| 1973 | Deportivo Sider Perú                      | Chimbote                                  | Sport Áncash                              | Huaraz                                    |
| 1974 | Deportivo Sider Perú                      | Chimbote                                  | Sport Áncash                              | Huaraz                                    |
| 1975 | José Gálvez                               | Chimbote                                  | Sport Áncash                              | Huaraz                                    |
| 1976 | Electro Perú                              | Huallanca                                 | José Gálvez                               | Chimbote                                  |
| 1977 | José Gálvez                               | Chimbote                                  | Sport Áncash                              | Huaraz                                    |
| 1978 | San Cristóbal                             | Moro                                      | San Francisco                             | Huaraz                                    |
| 1979 | José Gálvez                               | Chimbote                                  | Sport Áncash                              | Huaraz                                    |
| 1980 | José Gálvez                               | Chimbote                                  |                                           |                                           |
| 1981 | Sport Áncash                              | Huaraz                                    |                                           |                                           |
| 1982 | Deportivo Copes                           | Coishco                                   | Sport Áncash                              | Huaraz                                    |
| 1983 | Deportivo Sider Perú                      | Chimbote                                  |                                           |                                           |
| 1984 | Cultural Casma                            | Casma                                     | Sport Áncash                              | Huaraz                                    |
| 1985 | Deportivo Sider Perú                      | Chimbote                                  |                                           |                                           |
| 1986 | Deportivo Belén                           | Huaraz                                    | Cultural Casma                            | Casma                                     |
| 1987 | Sport Áncash                              | Huaraz                                    |                                           |                                           |
| 1988 | Cultural Casma                            | Casma                                     | Defensor Nicrupampa                       | Huaraz                                    |
| 1989 | Defensor Nicrupampa                       | Huaraz                                    |                                           |                                           |
| 1990 | Ovación Sipesa                            | Chimbote                                  | Defensor Nicrupampa                       | Huaraz                                    |
| 1991 | Unión Juventud                            | Chimbote                                  |                                           |                                           |
| 1992 | Sport Áncash                              | Huaraz                                    |                                           |                                           |
| 1993 | José Gálvez                               | Chimbote                                  |                                           |                                           |
| 1994 | Pesca Perú                                | Huarmey                                   |                                           |                                           |
| 1995 | José Gálvez                               | Chimbote                                  |                                           |                                           |
| 1996 | José Gálvez                               | Chimbote                                  |                                           |                                           |
| 1997 | Unión Florida                             | Chimbote                                  | Sport Áncash                              | Huaraz                                    |
| 1998 | Sport Áncash                              | Huaraz                                    |                                           |                                           |
| 1999 | Sport Áncash                              | Huaraz                                    | José Gálvez                               | Chimbote                                  |
| 2000 | Sport Áncash                              | Huaraz                                    | José Gálvez                               | Chimbote                                  |
| 2001 | José Gálvez                               | Chimbote                                  | Sport Áncash                              | Huaraz                                    |
| 2002 | José Gálvez                               | Chimbote                                  | Sport Rosario                             | Huaraz                                    |
| 2003 | José Gálvez                               | Chimbote                                  | Sport Áncash                              | Huaraz                                    |
| 2004 | Sport Áncash                              | Huaraz                                    | José Gálvez                               | Chimbote                                  |
| 2005 | José Gálvez                               | Chimbote                                  | Caballeros de la Ley                      | Huaraz                                    |
| 2006 | Academia Sipesa                           | Nuevo Chimbote                            | Renovación Condorarma                     | Yaután                                    |
| 2007 | Academia Sipesa                           | Nuevo Chimbote                            | Sport Rosario                             | Huaraz                                    |
| 2008 | Amenaza Verde                             | Independencia                             | Tayca Chilcal                             | Huarmey                                   |
| 2009 | Ramón Castilla                            | San Luis                                  | Juventud Culebreña                        | Culebras                                  |
| 2010 | La Victoria                               | Huarmey                                   | Juventud Santa Rosa                       | Cátac                                     |
| 2011 | Universidad San Pedro                     | Chimbote                                  | UNASAM                                    | Huaraz                                    |
| 2012 | Unión Juventud                            | Chimbote                                  | Huracán de Toma                           | Carhuaz                                   |
| 2013 | Universidad San Pedro                     | Chimbote                                  | El Obrero                                 | Ticapampa                                 |
| 2014 | Sport Rosario                             | Huaraz                                    | Universidad San Pedro                     | Chimbote                                  |
| 2015 | Sport Áncash                              | Huaraz                                    | Deportivo Delusa                          | Casma                                     |
| 2016 | Sport Rosario                             | Huaraz                                    | Deportivo Delusa                          | Casma                                     |
| 2017 | José Gálvez                               | Chimbote                                  | Alianza Vicos                             | Marcará                                   |
| 2018 | Sport Áncash                              | Huaraz                                    | Academia Sipesa                           | Nuevo Chimbote                            |
| 2019 | José Gálvez                               | Chimbote                                  | Sport Áncash                              | Huaraz                                    |
| 2020 | No se disputó por la Pandemia de COVID-19 | No se disputó por la Pandemia de COVID-19 | No se disputó por la Pandemia de COVID-19 | No se disputó por la Pandemia de COVID-19 |
| 2021 | No se disputó por la Pandemia de COVID-19 | No se disputó por la Pandemia de COVID-19 | No se disputó por la Pandemia de COVID-19 | No se disputó por la Pandemia de COVID-19 |
| 2022 | San Andrés de Runtu                       | San Marcos                                | Atlético Bruces                           | Nuevo Chimbote                            |
| 2023 | San Marcos                                | San Marcos                                | Star Áncash                               | Huaraz                                    |
| 2024 | Centro Social                             | Pariacoto                                 | Alianza Arenal                            | Moro                                      |
| 2025 | Aún en juego                              | Aún en juego                              | Aún en juego                              | Aún en juego                              |

## Títulos por club
| Equipo                | Títulos |
| --------------------- | ------- |
| José Gálvez           | 16      |
| Sport Áncash          | 9       |
| Deportivo Sider Perú  | 6       |
| Sport Rosario         | 2       |
| Universidad San Pedro | 2       |
| Unión Juventud        | 2       |
| Academia Sipesa       | 2       |
| Cultural Casma        | 2       |
| La Victoria           | 1       |
| Ramón Castilla        | 1       |
| Amenaza Verde         | 1       |
| Unión Florida         | 1       |
| Pesca Perú            | 1       |
| Ovación Sipesa        | 1       |
| Defensor Nicrupampa   | 1       |
| Deportivo Belén       | 1       |
| Deportivo Copes       | 1       |
| San Cristóbal         | 1       |
| Electro Perú          | 1       |
| Juventud Bolívar      | 1       |
| América               | 1       |
| San Andrés de Runtu   | 1       |
| San Marcos            | 1       |
| Centro Social         | 1       |

## Títulos por provincia
- Santa: 33
- Huaraz: 14
- Casma: 4
- Huarmey: 2
- Huari: 2
- Huaylas: 1
- Carlos Fermín Fitzcarrald: 1

Nota: Centro Social de Pariacoto representa a la provincia de Casma pese a que su distrito de origen pertenece a la provincia de Huaraz.